# Lampadena speculigera
Lampadena speculigera és una espècie de peix de la família dels mictòfids i de l'ordre dels mictofiformes.

## Morfologia
- Els mascles poden assolir 15,3 cm de longitud total.[1][2]

## Hàbitat
És un peix marí i d'aigües profundes que viu entre 0-1.000 m de fondària.

## Distribució geogràfica
Es troba a l'Atlàntic, l'Índic, el Pacífic (incloent-hi Xile) i el Mar de la Xina Meridional.